# United Counties of Stormont, Dundas and Glengarry
United Counties of Stormont, Dundas and Glengarry är ett county i Kanada.   Det ligger i provinsen Ontario, i den sydöstra delen av landet, 80 km öster om huvudstaden Ottawa. Antalet invånare är 111 164. Arean är 3 307 kvadratkilometer.